# Старий Лом
Старий Лом (пол. Stary Łom, нім. Altenlohm) — село в Польщі, у гміні Хойнув Леґницького повіту Нижньосілезького воєводства.
Населення — 408 осіб (2011).
У 1975-1998 роках село належало до Легницького воєводства.

## Демографія
Демографічна структура станом на 31 березня 2011 року:
|          | Загалом | Допрацездатний вік | Працездатний вік | Постпрацездатний вік |
| -------- | ------- | ------------------ | ---------------- | -------------------- |
| Чоловіки | 218     | 48                 | 150              | 20                   |
| Жінки    | 190     | 39                 | 107              | 44                   |
| Разом    | 408     | 87                 | 257              | 64                   |